# Quoca

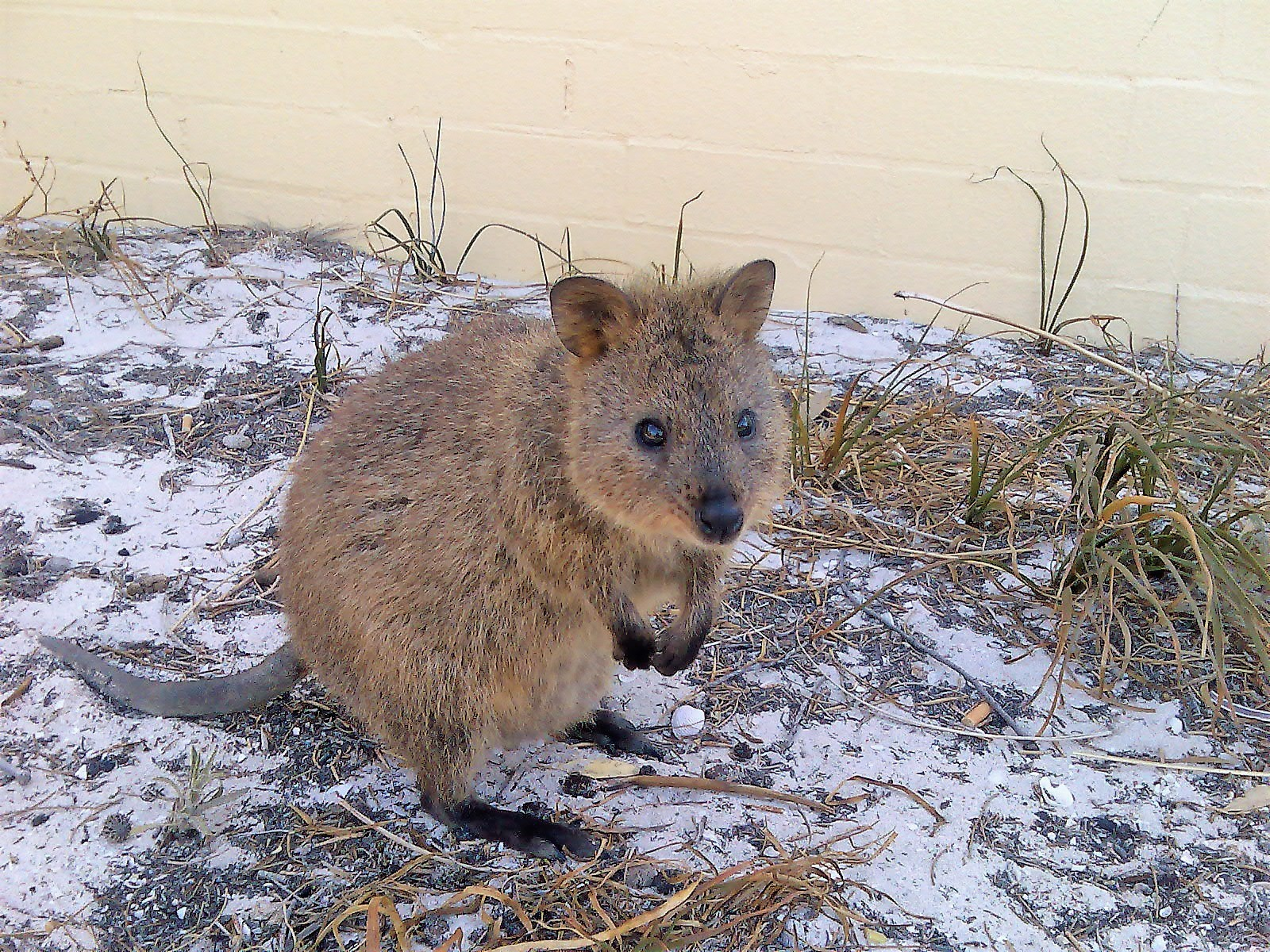
Un quoca a Rottnest Island (Austràlia Occidental)

El quoca (Setonix brachyurus), l'única espècie del gènere Setonix, és un petit macropòdid de la mida aproximada d'un gat domèstic gros. Com altres marsupials macropòdids (com els cangurs i els ualabis), el quoca és herbívor i majoritàriament nocturn. Viu en algunes illes petites de la costa d'Austràlia Occidental (concretament al sud-oest d'Austràlia), especialment a Rottnest Island davant de Perth i a Bald Island a prop d'Albany. N'hi ha una petita colònia al continent a la zona protegida de Two Peoples Bay, on coexisteixen amb cangurs rata de Gilbert.
Fou un dels primers marsupials vistos pels europeus a final del segle xvii.
Mesuren fins a 95 cm de llarg si s'inclou la cua. Poden escalar arbustos en algunes ocasions per a arribar a les fulles. L'alteració del seu hàbitat el posa en risc d'extinció.